# Briefmarken-Jahrgang 1926 der Deutschen Reichspost
Der Briefmarken-Jahrgang 1926 der Deutschen Reichspost umfasste 12 Sondermarken und 13 Dauermarken. Zu einigen Briefmarken gibt es keine verlässlichen Angaben zu der Auflagenhöhe.

## Liste der Ausgaben und Motive
Legende
- Bild: Eine bearbeitete Abbildung der genannten Marke. Das Verhältnis der Größe der Briefmarken zueinander ist in diesem Artikel annähernd maßstabsgerecht dargestellt. Sollten keine Marken abgebildet sein, liegt es daran, dass das Urheberrecht des Künstlers noch nicht erloschen ist.
- Beschreibung: Eine Kurzbeschreibung des Motivs und/oder des Ausgabegrundes. Bei ausgegebenen Serien oder Blocks werden die zusammengehörigen Beschreibungen mit einer Markierung versehen eingerückt.
- Wert: Der Frankaturwert der einzelnen Marke in Pfennig. Ein „+“ bedeutet, dass es sich um eine Zuschlagsmarke handelt (= Frankaturwert + Spende).
- Ausgabedatum: Das Datum des erstmaligen Verkaufs dieser Briefmarke.
- Gültig bis: Das Datum, an dem die Gültigkeit endete.
- Auflage: Soweit bekannt, wird hier die zum Verkauf angebotene Anzahl dieser Ausgabe angegeben.
- Entwurf: Soweit bekannt, wird hier angegeben, von wem der Entwurf dieser Marke stammt.
- Mi.-Nr.: Diese Briefmarke wird im Michel-Katalog unter der entsprechenden Nummer gelistet.

| Sondermarken |                                                                         |                  |                       |               |           |                   |             |
| Bild         | Beschreibung                                                            | Werte in Pfennig | Ausgabe- datum (1926) | gültig bis    | Auflage   | Entwurf           | MiNr.       |
|              | Flugpostausgabe Adler Stilisierter Adler                                | 5                | 1. April              | 30. Juni 1934 |           | O. H. W. Hadank   | 378         |
|              |                                                                         | 10               | 1. April              | 30. Juni 1934 |           | O. H. W. Hadank   | 379         |
|              |                                                                         | 20               | 1. April              | 30. Juni 1934 |           | O. H. W. Hadank   | 380         |
|              |                                                                         | 50               | 1. April              | 30. Juni 1934 |           | O. H. W. Hadank   | 381         |
|              |                                                                         | 1 Mark           | 1. April              | 30. Juni 1934 |           | O. H. W. Hadank   | 382         |
|              |                                                                         | 2 Mark           | 1. April              | 30. Juni 1934 |           | O. H. W. Hadank   | 383         |
|              |                                                                         | 3 Mark           | 1. April              | 30. Juni 1934 |           | O. H. W. Hadank   | 384         |
|              | Nothilfe Wappen - Wappen von Württemberg                                | 5+5              | 1. Dezember           | 30. Juni 1927 | 5.268.464 | Sigmund von Weech | 398         |
|              | - Wappen von Baden                                                      | 10+10            | 1. Dezember           | 30. Juni 1927 | 4.163.636 | Sigmund von Weech | 399         |
|              | - Thüringer Landeswappen                                                | 25+25            | 1. Dezember           | 30. Juni 1927 | 438.290   | Sigmund von Weech | 400         |
|              | - Landeswappen Hessens                                                  | 50+50            | 1. Dezember           | 30. Juni 1927 | 210.336   | Sigmund von Weech | 401         |
| Dauermarken  |                                                                         |                  |                       |               |           |                   |             |
| Bild         | Beschreibung                                                            | Werte in Pfennig | Ausgabe- datum (1926) | gültig bis    | Auflage   | Entwurf           | MiNr.       |
|              | Dauermarkenserie Köpfe berühmter Deutscher - Johann Wolfgang von Goethe | 3                | 1. November           | 30. Juni 1933 |           |                   | 385 und 386 |
|              | - Friedrich Schiller                                                    | 5                | 1. November           | 30. Juni 1933 |           |                   | 387 und 388 |
|              | - Ludwig van Beethoven                                                  | 8                | 1. November           | 30. Juni 1933 |           |                   | 389         |
|              | - Friedrich der Große                                                   | 10               | 1. November           | 30. Juni 1933 |           |                   | 390         |
|              | - Immanuel Kant                                                         | 15               | 1. November           | 30. Juni 1933 |           |                   | 391         |
|              | - Ludwig van Beethoven                                                  | 20               | 1. November           | 30. Juni 1933 |           |                   | 392         |
|              | - Johann Wolfgang von Goethe                                            | 25               | 1. November           | 30. Juni 1933 |           |                   | 393         |
|              | - Gotthold Ephraim Lessing                                              | 30               | 1. November           | 30. Juni 1933 |           |                   | 394         |
|              | - Gottfried Wilhelm Leibniz                                             | 40               | 1. November           | 30. Juni 1933 |           |                   | 395         |
|              | - Johann Sebastian Bach                                                 | 50               | 1. November           | 30. Juni 1933 |           |                   | 396         |
|              | - Albrecht Dürer                                                        | 80               | 1. November           | 30. Juni 1933 |           |                   | 397         |